# Michael Kahn
Michael Kahn (Nova Iorque, 8 de dezembro de 1935) é um montador de cinema norte-americano mais conhecido por suas inúmeras colaborações com o diretor Steven Spielberg.

## Biografia
Kahn nasceu em Nova Iorque, Nova Iorque, no dia 8 de dezembro de 1935. Seu primeiro trabalho na indústria do cinema foi em 1964 como assistente de edição em dois episódios da série The Bill Dana Show. No ano seguinte ele tornou-se editor da série Hogan's Heroes, editando 131 episódios até 1971. Em 1969 ele editou seu primeiro filme, The Activist.
Em 1977, Kahn colaborou pela primeira vez com o diretor Steven Spielberg no filme Close Encounters of the Third Kind, recebendo sua primeira indicação ao Oscar de melhor edição. Nas décadas seguintes ele viria a editar quase todos os trabalhos de Spielberg, vencendo o Oscar por Raiders of the Lost Ark, Schindler's List e Saving Private Ryan.
Outros filmes que ele trabalhou incluem Eyes of Laura Mars, The Goonies, Fatal Attraction, Arachnophobia, Twister, Lara Croft Tomb Raider: The Cradle of Life, Peter Pan, The Spiderwick Chronicles e Prince of Persia: The Sands of Time.
Kahn é um dos únicos editores que ainda edita em película, apesar de já ter trabalhando digitalmente em filmes que não foram dirigidos por Spielberg. Ele comentou, "As pessoas acham difícil de acreditar que Steven e eu ainda editamos em moviola e em mesa de edição. [Mas] Steven acha que foi a película que nos trouxe aonde estamos e ele adora seu cheiro e sensação". George Lucas comentou seu trabalho, "Michael Kahn consegue cortar mais rápido na moviola do que qualquer em Avid".